# Maurice Agulhon
Maurice Agulhon (Uzès, 20 de diciembre de 1926 - Brignoles, 28 de mayo de 2014) fue un historiador francés, con diversos estudios relacionados con la historia contemporánea y en especial el siglo XIX en Francia.
Fue autor de obras como Pénitents et Francs-Maçons dans l'ancienne Provence (1968), 1848 ou l'apprentissage de la République. 1848-1852 (1973), Le Cercle dans la France bourgeoise, 1810-1848. Étude d'une mutation de sociabilité (1977), Marianne au combat. L'imagerie et la symbolique républicaines de 1789 à 1880 (1979), Histoire vagabonde (1988), Marianne au pouvoir: L'imagerie et la symbolique républicaine de 1880 à 1914 (1989), Coup d'État et République (1997), De Gaulle. Histoire, symbole, mythe (2000), Les métamorphoses de Marianne. L'imagerie et la symbolique républicaines de 1914 à nos jours (2001) o Histoire et politique à gauche (2005), entre otras.